# Elisa Granato
Elisa Teresa Granato (nascida em 23 de abril de 1988) é microbiologista molecular nos Departamentos de Zoologia e Bioquímica da Universidade de Oxford, onde pesquisa interacções bacterianas e como elas evoluíram, incluindo o significado das características das bactérias que contribuem para doenças, também conhecidas como factores de virulência.

## Carreira
Granato trabalha como microbiologista molecular nos Departamentos de Zoologia e Bioquímica da Universidade de Oxford. Ela pesquisa a evolução das interacções bacterianas e o significado dos traços bacterianos, também conhecidos como factores de virulência, que contribuem para a capacidade de uma bactéria em causar doenças, incluindo o sideróforo pyoverdina produzida por Pseudomonas aeruginosa.
Em 23 de abril de 2020, no seu 32º aniversário, ela foi a primeira voluntária no ensaio da vacina Oxford para COVID-19. Em 26 de abril de 2020, Granato respondeu à circulação de notícias falsas da sua morte num feed do Twitter, comentando: “Nada como acordar com um artigo falso sobre sua morte... Estou bem, pessoal.”